# Championnats de Moldavie de cyclisme sur route
Les championnats de Moldavie de cyclisme sur route

## Podiums des championnats masculins

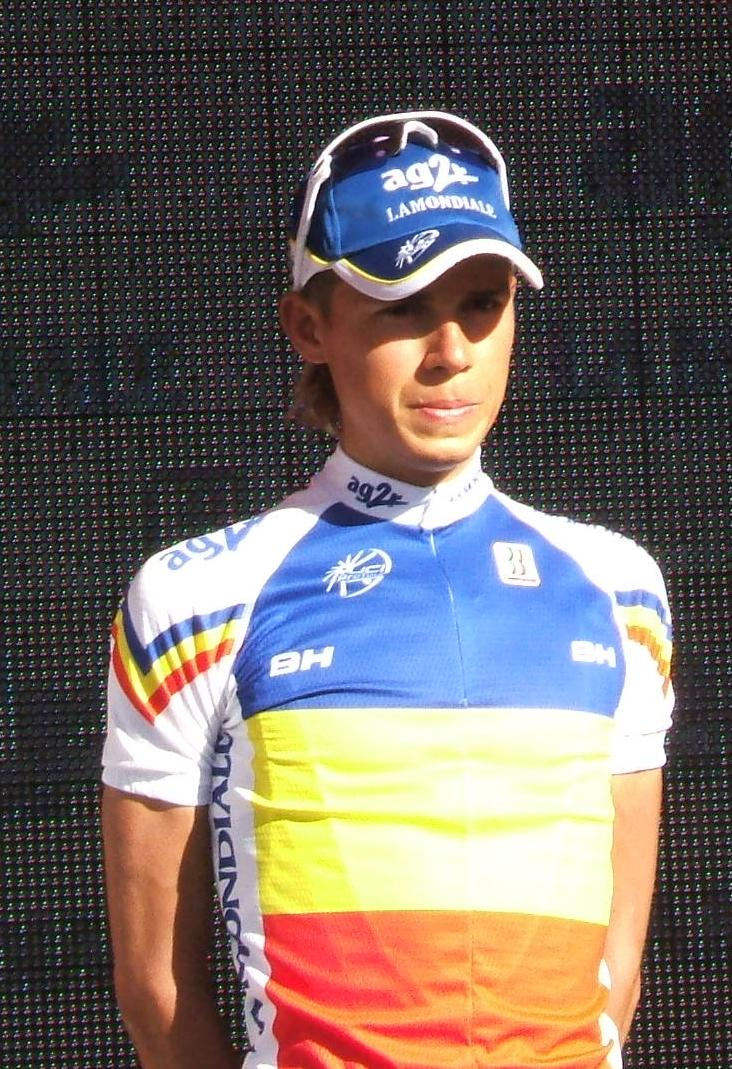
Alexandr Pliuschin, vêtu du maillot de champion de Moldavie au Tour Down Under 2009.

### Course en ligne
| Année | Vainqueur           | Deuxième            | Troisième         |
| ----- | ------------------- | ------------------- | ----------------- |
| 1997  | Ruslan Ivanov       | Igor Bonciucov      | Igor Pugaci       |
| 1998  | Ruslan Ivanov       | Igor Bonciucov      | Alexei Nazarenco  |
| 1999  | Igor Pugaci         | Dmitri Ciudacov     | Artiom Saraev     |
| 2000  | Ruslan Ivanov       | Igor Pugaci         | Igor Bonciucov    |
| 2001  | Igor Bonciucov      | Igor Pugaci         | Ruslan Ivanov     |
| 2007  | Oleg Berdos         | Sergiu Catan        | Alexandr Braico   |
| 2008  | Alexandr Pliuschin  | Sergiu Cioban       | Oleg Berdos       |
| 2009  | Oleg Berdos         | Alexandr Braico     | Sergiu Catan      |
| 2010  | Alexandr Pliuschin  | Alexandr Braico     | Serghei Țvetcov   |
| 2011  | Alexandr Pliuschin  | Oleg Berdos         | Sergiu Cioban     |
| 2012  | Alexandr Pliuschin  | Sergiu Cioban       | Alexandr Braico   |
| 2013  | Alexandr Braico     | Sergiu Cioban       | Veaceslav Verciuc |
| 2014  | Sergiu Cioban       | Alexandr Braico     | Cristian Raileanu |
| 2015  | Maxim Rusnac        | Cristian Raileanu   | Nichita Lunin     |
| 2016  | Cristian Raileanu   | Maxim Rusnac        | Oleg Bimbash      |
| 2017  | Nicolae Tanovitchii | Maxim Rusnac        | Cristian Raileanu |
| 2018  | Maxim Rusnac        | Nicolae Tanovitchii | Cristian Raileanu |
| 2019  | Cristian Raileanu   | Vladislav Korotas   | Andrei Vrabii     |
| 2020  | Cristian Raileanu   | Vladislav Korotas   | Andrei Sobennicov |
| 2021  | Andrei Sobennicov   | Cristian Raileanu   | Nicolae Bumbu     |
| 2022  | Andrei Sobennicov   | Laurentiu Buianu    | Arman Garibian    |
| 2023  | Laurentiu Buianu    | Andrei Vrabii       | Semion Culicenco  |

### Contre-la-montre
| Année | Vainqueur           | Deuxième          | Troisième           |
| ----- | ------------------- | ----------------- | ------------------- |
| 1997  | Ruslan Ivanov       | Igor Bonciucov    | Igor Pugaci         |
| 1998  | Ruslan Ivanov       | Alexei Nazarenco  | Igori Moscalev      |
| 1999  | Igor Pugaci         | Igor Bonciucov    | Artiom Saraev       |
| 2000  | Igor Pugaci         | Igor Bonciucov    | Serghei Smirnov     |
| 2001  | Igor Pugaci         | Ruslan Ivanov     | Igor Bonciucov      |
| 2007  | Serghei Țvetcov     | Oleg Berdos       | Sergiu Catan        |
| 2008  | Sergiu Cioban       | Victor Mironov    | Serghei Țvetcov     |
| 2009  | Serghei Țvetcov     | Sergiu Catan      | Oleg Berdos         |
| 2010  | Sergiu Cioban       | Serghei Țvetcov   | Mihail Gac          |
| 2011  | Sergiu Cioban       | Eugeniu Cozonac   | Viktor Mironov      |
| 2012  | Sergiu Cioban       | Mihail Gac        | Nicolae Tanovitchii |
| 2013  | Sergiu Cioban       | Alexandr Braico   | Veaceslav Verciuc   |
| 2014  | Sergiu Cioban       | Cristian Raileanu | Nicolae Tanovitchii |
| 2015  | Maxim Rusnac        | Andrei Covalciuc  | Cristian Raileanu   |
| 2016  | Maxim Rusnac        | Andrei Covalciuc  | Alexandr Strelitov  |
| 2017  | Nicolae Tanovitchii | Maxim Rusnac      | Ivan Lutsenko       |
| 2018  | Nicolae Tanovitchii | Andrei Vrabii     | Vladislav Prudcoi   |
| 2019  | Cristian Raileanu   | Andrei Vrabii     | Vladislav Korotas   |
| 2020  | Cristian Raileanu   | Andrei Covalciuc  | Vladislav Korotas   |
| 2021  | Cristian Raileanu   | Andrei Vrabii     | Arman Garibian      |
| 2022  | Arman Garibian      | Andrei Sobennicov | Andrei Vrabii       |
| 2023  | Ghennadii Morgun    | Andrei Vrabii     | Arman Garibian      |

### Course en ligne espoirs
| Année | Vainqueur         | Deuxième      | Troisième        |
| ----- | ----------------- | ------------- | ---------------- |
| 2015  | Cristian Raileanu | Nichita Lunin | Andrei Covalciuc |
| 2016  | Andrei Covalciuc  | Nichita Lunin | Dumitru Bumbu    |

### Contre-la-montre espoirs
| Année | Vainqueur        | Deuxième          | Troisième     |
| ----- | ---------------- | ----------------- | ------------- |
| 2015  | Andrei Covalciuc | Cristian Raileanu | Nichita Lunin |
| 2016  | Andrei Covalciuc | Nichita Lunin     | Dumitru Bumbu |